# رأس بعلبك (مأوى صخري أثري)
رأس بعلبك هو مأوى صخري على بعد 500 متر (1600 قدم) شرق راس بعلبك في شمال سهل البقاع في لبنان. يقع شمال وادي تنية الراس على ارتفاع 1000 م (3300 قدم). حيث تم اكتشافه لأول مرة من قبل لورين كوبلاند وبيتر ويسكومب في 1965-1966، ولكن تم التنقيب عنه لاحقًا بواسطة جاك بيسانسون في عام 1970. حيث تم العثور على شفرات مع رأس سهم مضغوط ومحفار تعود إلى العصر الحجري الحديث.